# Pozzomaggiore
Pozzomaggiore (sardisk: Pottumajòre, Pottumaggiòre) er en by og en kommune (comune) i provinsen Sassari i regionen Sardinien i Italien. Byen ligger i 438 meters højde og har 2.617 indbyggere (2016). Kommunen har et areal på 78,77 km² og grænser til kommunerne Bosa, Cossoine, Mara, Padria, Semestene, Sindia og Suni.